# Dendropsophus grandisonae
Dendropsophus grandisonae là một loài ếch thuộc họ Nhái bén.
Đây là loài đặc hữu của Guyana.
Môi trường sống tự nhiên của chúng là rừng ẩm vùng đất thấp nhiệt đới hoặc cận nhiệt đới, sông ngòi, đầm nước ngọt, và đầm nước ngọt có nước theo mùa.